# Cisticole roussâtre
Cisticola galactotes
Espèce
Statut de conservation UICN

 LC  : Préoccupation mineure
La Cisticole roussâtre (Cisticola galactotes) est une espèce de passereaux de la famille des Cisticolidae.

## Répartition et sous-espèces
Selon la classification de référence du Congrès ornithologique international (15.1, 2025) elle se répartit en deux sous-espèces (ordre phylogénique) :
- C. g. isodactylus Peters, W, 1868 — sud du Malawi, sud-est du Zimbabwe et ouest du Mozambique ;
- C. g. galactotes (Temminck, 1821) — sud du Mozambique et est de l'Eswatini et de l'Afrique du Sud.